# Орищенко, Владимир Григорьевич
Владимир Григорьевич Орищенко (29.03.1939 — 23.12.2012) — украинский педагог, кандидат экономических наук, профессор, ректор.

## Биография
Родился 29 марта 1939 года в селе Песчаный Брод Кировоградской области в крестьянской семье.
В 1959 году окончил Одесский финансово-кредитный техникум, а позднее Одесский институт народного хозяйства.
В 1969 году был принят в аспирантуру Одесского государственного педагогического інститута имени К. Д. Ушинского.
В 1972 году защитил диссертацию «Премия в системе материального стимулирования» на соискание научной степени кандидата экономических наук. В 1974 году присвоено учёное звание доцента, а в 1991 году — учёное звание профессора. Круг его научных интересов составляли экономические проблемы современного общества, вопросы воспитания будущих учителей, стандартизации и гуманизации высшего педагогического образования.
В 1972—1984 годах работал доцентом кафедры политической экономии, деканом подготовительного отделения, проректором по учебной работе Одесского педагогического института. С июля 1984 года до июня 2003 года исполнял обязанности ректора Одесского педагогического института, а затем – Южноукраинского государственного педагогического университета имени К. Д. Ушинского. В 2003—2012 годах — профессор кафедры политических наук.
Был избран академиком Международной славянской академии образования.
Скончался 23 декабря 2012 года Одессе. Похоронен на Новогородском (Таировском) кладбище.

## Награды
- Орден «За заслуги» ІІІ ступени, медаль «Ветеран труда».
- Звание «Заслуженный работник образования Украины».
- Знак МОН «Отличник образования Украины».

## Труды
- Специфические цели применения методов активного обучения в педагогическом институте// Формирование личности советского учителя. – Измаил, 1984. – С. 161 – 163.
- Обучение студентов пропаганде здорового образа жизни// Вопросы экологии, здорового образа жизни и профилактики заболеваний. – Одесса, 1995. – С. 45 – 46.
- Об’єктивні передумови становлення й розвитку системи безперервної освіти// Науковий вісник Південноукраїнського державного педагогічного університету ім.. К. Д. Ушинського. – 1998. - № 2 – 3. – С. 35 – 38.
- Підготовка майбутніх учителів до роботи у школах національних спільнот України// Виховання і культура. – 2001. – № 1. – С. 72 – 75.
- Основи стандартизації і гуманізації вищої педагогічної освіти. – К., 2002. – 192 с.